# Lysimelia nigripes
Lysimelia nigripes là một loài bướm đêm trong họ Erebidae.